# Unieux
Unieux és un municipi francès situat al departament del Loira i a la regió d'Alvèrnia-Roine-Alps. L'any 2007 tenia 8.485 habitants.

## Demografia

### Població
El 2007 la població de fet d'Unieux era de 8.485 persones. Hi havia 3.592 famílies de les quals 1.149 eren unipersonals (411 homes vivint sols i 738 dones vivint soles), 978 parelles sense fills, 1.126 parelles amb fills i 339 famílies monoparentals amb fills.
La població ha evolucionat segons el següent gràfic:
Habitants censats

### Habitatges
El 2007 hi havia 3.838 habitatges, 3.624 eren l'habitatge principal de la família, 21 eren segones residències i 194 estaven desocupats. 1.833 eren cases i 1.918 eren apartaments. Dels 3.624 habitatges principals, 2.003 estaven ocupats pels seus propietaris, 1.557 estaven llogats i ocupats pels llogaters i 64 estaven cedits a títol gratuït; 120 tenien una cambra, 329 en tenien dues, 850 en tenien tres, 1.183 en tenien quatre i 1.142 en tenien cinc o més. 2.289 habitatges disposaven pel capbaix d'una plaça de pàrquing. A 1.658 habitatges hi havia un automòbil i a 1.431 n'hi havia dos o més.

### Piràmide de població
La piràmide de població per edats i sexe el 2009 era:
| Homes | Edats   | Dones |
| ----- | ------- | ----- |
| 0     | 95 o +  | 24    |
| 16    | 90 a 94 | 28    |
| 36    | 85 a 89 | 72    |
| 52    | 80 a 84 | 80    |
| 144   | 75 a 79 | 216   |
| 204   | 70 a 74 | 264   |
| 188   | 65 a 69 | 260   |
| 220   | 60 a 64 | 220   |
| 176   | 55 a 59 | 196   |
| 256   | 50 a 54 | 260   |
| 280   | 45 a 49 | 276   |
| 268   | 40 a 44 | 320   |
| 280   | 35 a 39 | 260   |
| 324   | 30 a 34 | 332   |
| 276   | 25 a 29 | 268   |
| 220   | 20 a 24 | 236   |
| 280   | 15 a 19 | 264   |
| 285   | 10 a 14 | 224   |
| 292   | 5 a 9   | 276   |
| 256   | 0 a 4   | 208   |

## Economia
El 2007 la població en edat de treballar era de 5.269 persones, 3.825 eren actives i 1.444 eren inactives. De les 3.825 persones actives 3.512 estaven ocupades (1.871 homes i 1.641 dones) i 314 estaven aturades (137 homes i 177 dones). De les 1.444 persones inactives 460 estaven jubilades, 530 estaven estudiant i 454 estaven classificades com a «altres inactius».

### Ingressos
El 2009 a Unieux hi havia 3.667 unitats fiscals que integraven 8.685 persones, la mediana anual d'ingressos fiscals per persona era de 17.199 €.

### Activitats econòmiques
Dels 289 establiments que hi havia el 2007, 1 era d'una empresa extractiva, 5 d'empreses alimentàries, 4 d'empreses de fabricació de material elèctric, 2 d'empreses de fabricació d'elements pel transport, 23 d'empreses de fabricació d'altres productes industrials, 49 d'empreses de construcció, 70 d'empreses de comerç i reparació d'automòbils, 12 d'empreses de transport, 18 d'empreses d'hostatgeria i restauració, 4 d'empreses d'informació i comunicació, 12 d'empreses financeres, 13 d'empreses immobiliàries, 27 d'empreses de serveis, 28 d'entitats de l'administració pública i 21 d'empreses classificades com a «altres activitats de serveis».
Dels 90 establiments de servei als particulars que hi havia el 2009, 1 era una oficina de correu, 2 oficines bancàries, 10 tallers de reparació d'automòbils i de material agrícola, 1 autoescola, 3 paletes, 5 guixaires pintors, 11 fusteries, 15 lampisteries, 8 electricistes, 8 perruqueries, 1 veterinari, 13 restaurants, 6 agències immobiliàries, 1 tintoreria i 5 salons de bellesa.
Dels 24 establiments comercials que hi havia el 2009, 3 eren supermercats, 3 botiges de menys de 120 m², 6 fleques, 1 una carnisseria, 2 llibreries, 3 botigues d'electrodomèstics, 4 botigues de material esportiu i 2 floristeries.
L'any 2000 a Unieux hi havia 17 explotacions agrícoles que ocupaven un total de 77 hectàrees.

## Equipaments sanitaris i escolars
Els 3 equipaments sanitaris que hi havia el 2009 eren farmàcies.
El 2009 hi havia 3 escoles maternals i 6 escoles elementals. Unieux disposava d'un col·legi d'educació secundària amb 549 alumnes.

## Poblacions més properes
El següent diagrama mostra les poblacions més properes.